# Gebe (langue)
Pour les articles homonymes, voir Gebe.
Le gebe est une langue austronésienne de la branche malayo-polynésienne. Il est parlé en Indonésie, dans les îles de Gebe, Yoi'umiyal et Gag dans la province des Moluques du Nord.
Le nombre de locuteurs du gebe était de 2 651 en 2000. La plupart d'entre eux sont bilingues avec l'indonésien.

## Classification
Le gebe est classé parmi les langues halmahera du sud-nouvelle guinée occidentale, un des deux sous-groupes des langues malayo-polynésiennes orientales.